# 치에신

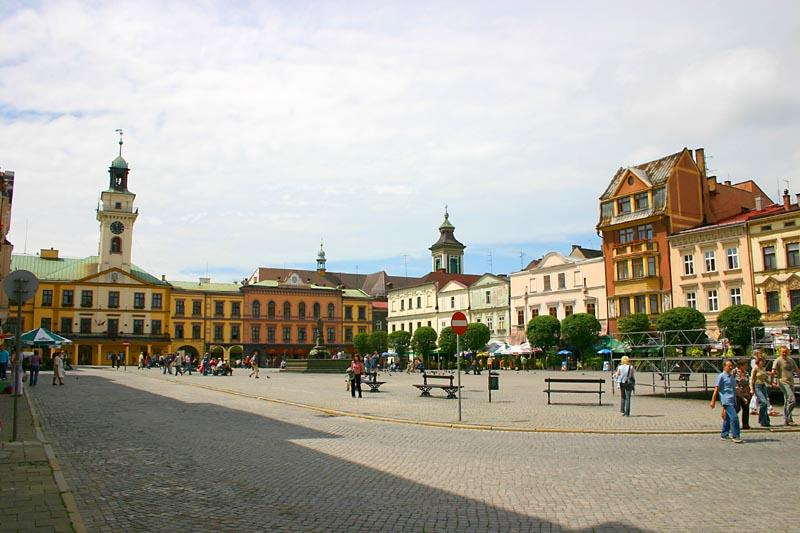
치에신 광장

치에신(폴란드어: Cieszyn, 체코어: Těšín 테신[*], 독일어: Teschen 테셴[*])은 폴란드 남부 실롱스크주에 위치한 도시로, 면적은 28.69km2, 인구는 36,014명(2006년 기준), 인구 밀도는 1,300명/km2이다. 올자 강과 접하며 강 반대편에 있는 체코 체스키테신과 접한다.

시기
시 문장